# Lorraine-Dietrich

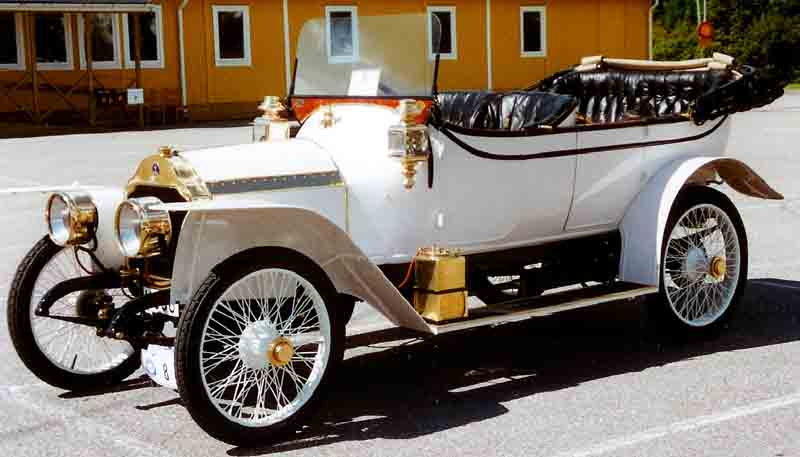
Lorraine-Dietrich 12 HP Torpedo 1912

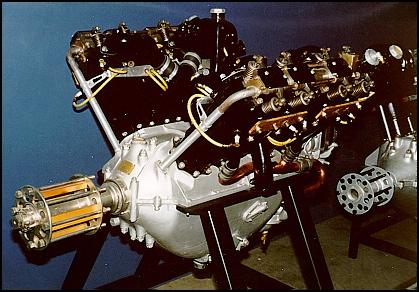
Motor de avión Lorraine-Dietrich 8Be

Lorraine-Dietrich fue un fabricante de locomotoras, automóviles y motores de avión, en Francia, desde el año 1896 hasta el año 1935.

## Historia
La empresa De Dietrich et Cie. comenzó su actividad en el año 1896 y se dedicaban a fabricar locomotoras para el ferrocarril.
A principios de la década de 1900 comenzaron con la producción de automóviles, bajo licencia (Bollée, Turcat-Méry, Bugatti y Vivinus), en la planta de Niederbronn.
En el año 1902, produjo su propio automóvil, con un diseño del ingeniero Ettore Bugatti, que había comenzado a trabajar en la fábrica.
En el año 1908 la fábrica de automóviles y motores de avión fue dividida y pasó a llamarse Lorraine-Dietrich.
En la década del año 1920, la marca de motores Lorraine-Dietrich expandió su actividad dando licencias para la fabricación de motores de avión en otros países.
Muchos motores y automóviles se fabricaron a lo largo de 27 años de actividad industrial, en el año 1935 cesó su actividad y se cerró la fábrica.

## Competición
Lorraine-Dietrich tuvo un equipo de competición que participó en carreras de Gran Premio y deportivos. En 1906 ganó en el Circuit des Ardennes con su piloto Arthur Duray. En 1925 y 1926, ganaron las 24 Horas de Le Mans con el automóvil Lorraine-Dietrich B3-6, con 1-2-3 incluido en este último año.